# Татјана Ђурић Кузмановић
Татјана Ђурић Кузмановић (Нови Сад, 1960) економисткиња је и професорка економије на Високој пословној школи струковних студија у Новом Саду. Њени истраживачки интереси укључују феминистичку развојну економију, родно програмско буџетирање, род и глобализацију и тему корпоративне друштвене одговорности.

## Образовање
Докторирала је на теми Политике привредног развоја на Економском факултету у Београду, а специјализирала је Феминистичку развојну економију на Институту друштвених студија у Хагу.

## Награде
Добитница је признања у области равноправности полова за 2013. годину. Годишње признање у области равноправности полова додељује се од 2003. године са циљем подизања свести о равноправности полова и повећања видљивости рада појединаца и појединки, као и организација на пољу еманципације жена у Војводини.
Добитница је награде Анђелка Милић 2019.